# Муллан (Айдахо)
Муллан (англ. Mullan) — місто в окрузі Шошоні, штат Айдахо, США. Згідно з переписом 2010 року населення становило 692 особи, що на 148 осіб менше, ніж 2000 року.

## Географія
Муллан розташований за координатами 47°28′8″ пн. ш. 115°47′47″ зх. д. / 47.46889° пн. ш. 115.79639° зх. д. (47.468802, -115.796309).  За даними Бюро перепису населення США в 2010 році місто мало площу 2,16 км², уся площа — суходіл.

### Клімат
| Клімат : Муллан         | Клімат : Муллан | Клімат : Муллан | Клімат : Муллан | Клімат : Муллан | Клімат : Муллан | Клімат : Муллан | Клімат : Муллан | Клімат : Муллан | Клімат : Муллан | Клімат : Муллан | Клімат : Муллан | Клімат : Муллан | Клімат : Муллан |
| Показник                | Січ.            | Лют.            | Бер.            | Квіт.           | Трав.           | Черв.           | Лип.            | Серп.           | Вер.            | Жовт.           | Лист.           | Груд.           | Рік             |
| Абсолютний максимум, °C | 13,3            | 18,3            | 23,3            | 30,6            | 33,9            | 33,9            | 36,1            | 35,6            | 35,0            | 30,6            | 18,3            | 11,1            | 36,1            |
| Середній максимум, °C   | 1,4             | 4,3             | 8,6             | 13,6            | 17,7            | 21,9            | 25,9            | 25,9            | 20,9            | 14,2            | 4,4             | 0,5             | 13,3            |
| Середній мінімум, °C    | −5,9            | −4,7            | −2,8            | 0,3             | 3,3             | 6,8             | 8,4             | 8,4             | 4,7             | 0,6             | −2,9            | −5,9            | 0,8             |
| Абсолютний мінімум, °C  | −28,9           | −27,8           | −19,4           | −8,3            | −5              | −1,1            | 1,1             | −0,6            | −6,7            | −12,8           | −23,3           | −29,4           | −29,4           |
| Норма опадів, мм        | 87              | 90              | 82              | 69              | 74              | 69              | 39              | 40              | 45              | 72              | 120             | 110             | 897             |
| Днів з опадами          | 16              | 15              | 16              | 14              | 15              | 12              | 8               | 8               | 8               | 11              | 18              | 17              | 158,0           |
| ----------------------- | --------------- | --------------- | --------------- | --------------- | --------------- | --------------- | --------------- | --------------- | --------------- | --------------- | --------------- | --------------- | --------------- |
| Джерело: WRCC           |                 |                 |                 |                 |                 |                 |                 |                 |                 |                 |                 |                 |                 |

## Демографія

### Перепис 2010 року
За даними перепису 2010 року, у місті проживало 692 осіб у 326 домогосподарствах у складі 193 родин. Густота населення становила 318,1 ос./км². Було 434 помешкання, середня густота яких становила 199,5/км². Расовий склад міста: 95,8 % білих, 1,0 % індіанців, 0,1 % азіатів, 0,1 % тихоокеанських остров'ян, 0,7 % інших рас, а також 2,2 % людей, які зараховують себе до двох або більше рас. Іспанці та латиноамериканці незалежно від раси становили 2,2 % населення.
Із 326 домогосподарств 20,2 % мали дітей віком до 18 років, які жили з батьками; 46,3 % були подружжями, які жили разом; 8,0 % мали господиню без чоловіка; 4,9 % мали господаря без дружини і 40,8 % не були родинами. 36,5 % домогосподарств складалися з однієї особи, у тому числі 18,1 % віком 65 і більше років. У середньому на домогосподарство припадало 2,12 мешканця, а середній розмір родини становив 2,72 особи.
Середній вік жителів міста становив 48,3 року. Із них 17,9 % були віком до 18 років; 6,8 % — від 18 до 24; 20,9 % від 25 до 44; 33,8 % від 45 до 64 і 20,5 % — 65 років або старші. Статевий склад населення: 51,9 % — чоловіки і 48,1 % — жінки.
Середній дохід на одне домашнє господарство  становив 51 351 долар США (медіана — 42 321), а середній дохід на одну сім'ю — 60 762 долари (медіана — 50 375). Медіана доходів становила 47 031 долар для чоловіків та 29 659 доларів для жінок. За межею бідності перебувало 22,6 % осіб, у тому числі 38,7 % дітей у віці до 18 років та 12,3 % осіб у віці 65 років та старших.
Цивільне працевлаштоване населення становило 268 осіб. Основні галузі зайнятості: виробництво — 22,8 %, сільське господарство, лісництво, риболовля — 15,7 %, освіта, охорона здоров'я та соціальна допомога — 11,6 %, будівництво — 11,2 %.

### Перепис 2000 року
За даними перепису 2000 року, у місті проживало 840 осіб у 367 домогосподарствах у складі 227 родин. Густота населення становила 390,8 ос./км². Було 456 помешкання, середня густота яких становила 212,1/км². Расовий склад міста: 96,31 % білих, 1,43 % індіанців, 0,24 % азіатів, 1,19 % інших рас і 0,83 % людей, які зараховують себе до двох або більше рас. Іспанці та латиноамериканці незалежно від раси становили 2,86 % населення.
Із 367 домогосподарств 28,1 % мали дітей віком до 18 років, які жили з батьками; 51,2 % були подружжями, які жили разом; 6,8 % мали господиню без чоловіка, і 37,9 % не були родинами. 32,4 % домогосподарств складалися з однієї особи, у тому числі 13,9 % віком 65 і більше років. У середньому на домогосподарство припадало 2,29 мешканця, а середній розмір родини становив 2,91 особи.
Віковий склад населення: 24,9 % віком до 18 років, 5,6 % від 18 до 24, 25,2 % від 25 до 44, 27,5 % від 45 до 64 і 16,8 % від 65 років і старші. Середній вік жителів — 41 рік. Статевий склад населення: 50,4 % — чоловіки і 49,6 % — жінки.
Середній дохід домогосподарств у місті становив $30 417, родин — $36 917. Середній дохід чоловіків становив $31 250 проти $20 833 у жінок. Дохід на душу населення в місті був $14 943. Приблизно 7,8 % родин і 12,1 % населення перебували за межею бідності, включаючи 19,2 % віком до 18 років і 9,6 % від 65 і старших.